# Улица Добролюбова (Курск)
Улица Добролюбова — улица в Центральном округе города Курска. Начинается от улицы Дзержинского и проходит на юго-восток до площади Добролюбова. Имеет пересечение с улицей Красной Армии, также на улицу Добролюбова выходит улица Софьи Перовской .

## История
В старину улица называлась Старооскольской, по своему направлению на юго-восток, к городу Старый Оскол. Вблизи улицы располагались мелкие частные кузни. Сначала они были сконцентрированы в районе нынешнего перекрестка с улицей Красной Армии, а потом передвинулись к площади у Бурнашевского моста (ныне площадь Добролюбова). В XIX веке улица называлась уже Авраамовской, в то время она была немощёной. Весной и осенью тяжелые крестьянские возы тонули здесь в глубокой и вязкой грязи, а летом она покрывалась густой травой и представляла собой близкий выгон, по которому бродили коровы, телята и свиньи. До Октябрьской революции короткая, но очень оживленная Авраамовская улица связывала шумные базарные площади: Георгиевскую и находившуюся рядом с ней Мучную с Бурнашевской. Начиналась улица гостиницей «Лондон», выходившей своим главным фасадом на Херсонскую улицу. Далее шли магазины, лавки, трактиры, склады. В конце XIX и в начале XX веков на Авраамовской было построено несколько кирпичных зданий, принадлежавших управлению Московско-Киево-Воронежской железной дороги, самое крупное из которых, построенное в 1902 году, стало настоящим украшением города. Интересным с архитектурной точки зрения был двухэтажный дом, принадлежавший И.И. Гостеву, который арендовало военное собрание. В тридцатых годах здание было надстроено еще двумя этажами. Улица получила своё нынешнее название в 1918 году в честь революционного демократа Николая Александровича Добролюбова.

## Примечательные здания и сооружения

### По нечётной стороне

#### УФСБ по Курской области (№ 3)
Здание построено в 1902 году. Изначально в нём располагалось управление Московско-Киево-Воронежской железной дороги. Недолгое время, до 1904 года здесь работал Казимир Малевич. В 1920-х годах в этом здании работал чертежником молодой Г. М. Орлов, известный советский архитектор, один из авторов проекта знаменитого Днепрогэса. После перевода управления железной дороги сначала в Калугу, а потом в Москву в здании с 1928 по 1930 год работала железнодорожная школа № 39, а с 1931-го - средняя школа № 4. В 1934 году здание перешло к НКВД. В годы Великой Отечественной войны здание было сожжено, от него остались только стены. Восстановленное после войны по проекту архитектора С. П. Скибина, уже без башен на крыше. До начала 90-х годов XX века здесь размещались службы областного управления КГБ, а теперь - ФСБ.

### По чётной стороне

#### Детская школа искусств (№ 4)
Здание построено в середине 1890-х годов на месте сгоревшего в 1892 году дома военного клуба. В 1930-е годы здесь располагалась школа ФЗУ Западной железной дороги, где училась, Герой Советского Союза Екатерина Зеленко, а перед самой войной в доме разместился техникум железнодорожного транспорта. В этом техникуме учились два Героя Советского Союза: заслуженный летчик СССР, генерал-полковник Сергей Арсентьевич Гуляев и старший лейтенант Иван Ефимович Плеханов. Осенью 1941 года, когда над Курском нависла угроза оккупации, техникум был спешно эвакуирован в город Кзыл-Орду Казахской ССР. В ноябре 1943 года техникум вернулся в Курск. После войны до 1954 года здесь работала школа машинистов локомотивов, позже переехавшая на улицу Станционную. В мае 1987 года в честь воспитанников техникума железнодорожного транспорта Героев Советского Союза С. А. Гуляева и И. Е. Плеханова на здании была установлена мемориальная доска. Вскоре на этом доме появилась памятная доска, посвященная размещенному здесь в годы Великой Отечественной войны военному госпиталю № 1191. В настоящее время в здании располагается Детская школа искусств № 4.

#### Дом И. И. Гостева (№ 20)
Домовладение потомственного почётного гражданина Курска И.И. Гостева на углу Авраамовской (Добролюбова) и Старо-Преображенской (с 1918 - Софьи Перовской), арендуемое офицерскими собраниями 123-го Козловского и 173-го Каменецкого пехотных полков, квартировавших в Курске. Здание было надстроено двумя этажами в 1935 году. Сейчас здесь находится Управление Госнаркоконтроля по Курской области.